# Des Moines Open 1973 - Doppio
Il doppio del torneo di tennis Des Moines Open 1973, facente parte della categoria Grand Prix, ha avuto come vincitori Jiří Hřebec e Jan Kukal che hanno battuto in finale Juan Gisbert e Ion Țiriac con il punteggio di 4–6, 7–6, 6–1.

## Teste di serie
1. Clark Graebner /  Ilie Năstase (semifinali)

1. Assente

## Tabellone

### Legenda
| - Q = Qualificato - WC = Wild card - LL = Lucky loser | - ALT = Alternate - SE = Special Exempt - PR = Protected Ranking | - w/o = Walkover - r = Ritirato - d = Squalificato |

|  | Quarti di finale             | Quarti di finale             | Quarti di finale             | Quarti di finale | Quarti di finale |  |  | Semifinali                   | Semifinali                   | Semifinali                   | Semifinali              | Semifinali |   |   | Finale                | Finale                | Finale | Finale | Finale |  |
|  |                              |                              |                              |                  |                  |  |  |                              |                              |                              |                         |            |   |   |                       |                       |        |        |        |  |
|  | 1                            | Clark Graebner Ilie Năstase  | Clark Graebner Ilie Năstase  | 6                | 6                |  |  |                              |                              |                              |                         |            |   |   |                       |                       |        |        |        |  |
|  |                              | Szabolcz Baranyi Peter Szoke | Szabolcz Baranyi Peter Szoke | 3                | 3                |  |  | Clark Graebner Ilie Năstase  | Clark Graebner Ilie Năstase  | Clark Graebner Ilie Năstase  | 3                       | 5          |   |   |                       |                       |        |        |        |  |
|  | Jiří Hřebec Jan Kukal        | Jiří Hřebec Jan Kukal        | Jiří Hřebec Jan Kukal        | 6                | 6                |  |  | Jiří Hřebec Jan Kukal        | Jiří Hřebec Jan Kukal        | Jiří Hřebec Jan Kukal        | 6                       | 7          |   |   |                       |                       |        |        |        |  |
|  | F González J Pinto-Bravo     | F González J Pinto-Bravo     | F González J Pinto-Bravo     | 4                | 2                |  |  |                              |                              |                              |                         |            |   |   | Jiří Hřebec Jan Kukal | Jiří Hřebec Jan Kukal | 4      | 7      | 6      |  |
|  | N Kalogeropoulos Karl Meiler | N Kalogeropoulos Karl Meiler | N Kalogeropoulos Karl Meiler | 7                | 6                |  |  |                              |                              | Juan Gisbert Ion Țiriac      | Juan Gisbert Ion Țiriac | 6          | 6 | 1 |                       |                       |        |        |        |  |
|  | Pat Cramer J Fassbender      | Pat Cramer J Fassbender      | Pat Cramer J Fassbender      | 5                | 4                |  |  | N Kalogeropoulos Karl Meiler | N Kalogeropoulos Karl Meiler | N Kalogeropoulos Karl Meiler | 6                       | 5          |   |   |                       |                       |        |        |        |  |
|  | Juan Gisbert Ion Țiriac      | Juan Gisbert Ion Țiriac      | Juan Gisbert Ion Țiriac      | 7                | 6                |  |  | Juan Gisbert Ion Țiriac      | Juan Gisbert Ion Țiriac      | Juan Gisbert Ion Țiriac      | 7                       | 7          |   |   |                       |                       |        |        |        |  |
|  | John Cooper Ian Fletcher     | John Cooper Ian Fletcher     | John Cooper Ian Fletcher     | 5                | 4                |  |  |                              |                              |                              |                         |            |   |   |                       |                       |        |        |        |  |